# 张存彪
张存彪（1969年2月11日—），中国男子铁饼运动员。他曾获得1994年亚洲运动会男子铁饼金牌、1997年东亚运动会男子铁饼银牌和1998年亚洲运动会男子铁饼铜牌。